# Pokrovka (Krasnoiarsk)
Pokrovka — Покровка (rus) — és un poble del krai de Krasnoiarsk, a Rússia, segons el cens del 2010 tenia 92 habitants. Pertany al districte municipal d'Àban.